# SK Brann
SK Brann je norveški nogometni klub iz Bergena. Trenutno se natječu u Eliteserienu, najvišem rangu norveškog nogometa. Domaće utakmice igra na Brann Stadionu koji prima 17.686 gledatelja. U Europskim natjecanjima najveći uspjesi su im četvrtfinale Kupa pobjednika kupova 1996./97., te 1/32 finala Kupa UEFA u sezoni 2007./08.

## Trofeji
- Eliteserien
  - Prvaci (3): 1961./62., 1963., 2007.
  - Doprvaci (8): 1951./52., 1975., 1997., 2000., 2006., 2016., 2023., 2024

- Norveški kup:
  - Pobjednici (7): 1923., 1925., 1972., 1976., 1982., 2004., 2022.
  - Finalisti (8): 1917., 1918., 1950., 1978., 1987., 1988., 1995., 1999.

## Vanjske poveznice
- Službene stranice